# El Salto de las Peñas
El Salto de las Peñas är en ort i Mexiko.   Den ligger i kommunen Zapotlanejo och delstaten Jalisco, i den centrala delen av landet, 400 km väster om huvudstaden Mexico City. El Salto de las Peñas ligger 1 559 meter över havet och antalet invånare är 169.
Terrängen runt El Salto de las Peñas är kuperad västerut, men österut är den platt. Runt El Salto de las Peñas är det ganska tätbefolkat, med 83 invånare per kvadratkilometer. Närmaste större samhälle är Zapotlanejo, 4,3 km sydväst om El Salto de las Peñas. I omgivningarna runt El Salto de las Peñas växer huvudsakligen savannskog.